# Elisabetta Pilotti
Elisabetta Pilotti (* ?; † 5. Mai 1742 in Hannover) war eine italienische Opernsängerin (Sopran), die vor allem für ihre Mitwirkung in einigen frühen Opern von Georg Friedrich Händel bekannt ist.

## Leben
Über Elisabetta Pilottis Kindheit und Jugend ist nichts bekannt. Sie war verheiratet mit dem Cellisten Giovanni Schiavonetti (gestorben 1730) und ist daher auch als Elisabetta Pilotti Schiavonetti bekannt. Zusammen mit ihrem Mann war sie spätestens ab 1707 am kurfürstlichen Hof in Hannover angestellt.
1710 ging sie nach England, wo sie in den nächsten 7 Jahren nicht nur für das Königshaus sang, sondern auch als Primadonna in der italienischen Oper im Queen’s Theatre auftrat (unter Queen Anne, 1710 bis 1713), das ab 1714 unter George I. als King’s Theatre bekannt war. Ihr Mann war währenddessen Mitglied im Opernorchester.
Ihr Londoner Debüt hatte sie in Francesco Mancinis Oper Idaspe fedele neben dem berühmten Sopran-Kastraten Nicolino.
1711 sang Elisabetta Pilotti mit großem Erfolg in der Uraufführung von Händels erster für England komponierter Oper Rinaldo die Partie der Zauberin Armida, wiederum neben Nicolino. Sie war die einzige Sängerin, die in allen 47 Aufführungen mitwirkte, die diese Oper bis 1717 erlebte. Händel komponierte für sie noch zwei weitere Zauberinnenrollen: die besonders rachsüchtige Medea in Teseo (1713) und die Melissa in Amadigi (1715). Die Pilotti war auch die erste Amaryllis in Il pastor fido (1712), und es wird vermutet, dass sie auch die Metella in Händels Silla (1713) sang, wofür es jedoch keine Beweise gibt.
Außerdem sang sie in London auch in Francesco Gasparinis Opern Antioco und Ambleto (1712) und in Giovanni Bononcinis Etearco und wirkte in den Pasticci Ercole, Dorinda, Ernelinda, Lucio Vero und Clearte mit.
1712 waren sie und ihr Mann mit dem Kurfürsten zwischenzeitlich wieder in Deutschland, wo sie nachweislich für die Kurfürstin sang.
Aus zwei Londoner Opernlibretti (u. a. Händels Rinaldo, 1711) geht hervor, dass Elisabetta Pilotti zunächst Kammersängerin der Kurfürstin Sophie von Hannover (1620–1714) war; nach deren Tod wurde sie in anderen Libretti (u. a. Amadigi, 1715) als „Servant to her Royal Highness the Princess of Wales“ bezeichnet, stand also dann in Diensten der Prinzessin Caroline. Diese scheint sie sehr geschätzt zu haben, denn sie soll die Sängerin und ihren Mann noch 1725 mit einer Pension von 1000 Scudi im Jahr unterstützt haben.
1722 bis 1724 hatten die Pilotti, ihr Mann und ihr Sohn, der als „junger Schiavonetto“ bezeichnet wurde und Oboist war, ein Engagement am Hofe des Fürstbischofs von Würzburg, Johann Philipp Franz von Schönborn. 1726 sang sie am Württembergischen Hof in Stuttgart in einer komischen Oper Pyramus und Thisbe, unter Leitung ihres Mannes Giovanni Schiavonetti, der im Jahr 1730 verstarb.
Die letzten Jahre ihres Lebens verbrachte sie offenbar in Hannover, wo sie 1742 starb.

## Würdigung
Elisabetta Pilotti Schiavonetti war eine von Händels bedeutendsten Primadonnen und eine große Künstlerin. Seine für sie geschriebenen Partien erweisen, dass sie über eine beachtliche Virtuosität und Ausdruckskraft verfügt haben muss. Die Pilotti besaß einen großen Umfang von mindestens zwei Oktaven: Händel lässt sie in der Arie „Molto voglio, molto spero“ in Rinaldo ein hohes c’’’ singen, eine Note, die damals nur selten von einem Sopran verlangt wurde und die Händel selber erst wieder 1730 ein einziges Mal für Anna Maria Strada del Pò in Partenope auskomponierte, und später für den Soprankastraten Gioacchino Conti (in Atalanta, 1736, und in Arminio, 1737).  Die Stimme der Pilotti muss ein beachtliches Volumen und ein relativ brillantes Timbre besessen haben: in Melissas Rache-Arie „Desterò dall’empio Dite“ in Amadigi (Akt II) lässt Händel sie immerhin mit einer Trompete wetteifern. Andererseits verlangt dieselbe Partie eine große Spannweite an Ausdruck, von Trauer und Verzweiflung („Ah ! Spietato !“ Akt I) über Liebesbeteuerungen und Wut bis hin zum Bühnentod mit letzter zerbrochener Kraft in Akt III. Die Partie der Medea in Teseo ist ausgesprochen dramatisch, und Alles in Allem kann man Elisabetta Pilotti mit einem gewissen Recht als frühes Beispiel eines dramatischen Koloratursoprans ansehen.